# 山鹿村
山鹿村（やまがむら）は、1889年4月1日から1905年11月5日まで福岡県遠賀郡にあった村。現在の遠賀郡芦屋町の一部にあたる。

## 地理
遠賀川河口右岸に位置する

## 歴史
- 1889年（明治22年）4月1日 - 遠賀郡山鹿村が町村制施行により単独で山鹿村が設立[2][3]。
- 1896年（明治29年）- 山鹿伝染病院設置[2]
- 1905年（明治38年）11月5日 - 遠賀郡芦屋町と合併し芦屋町が存続して消滅[2][3]。